# Castello di Drena

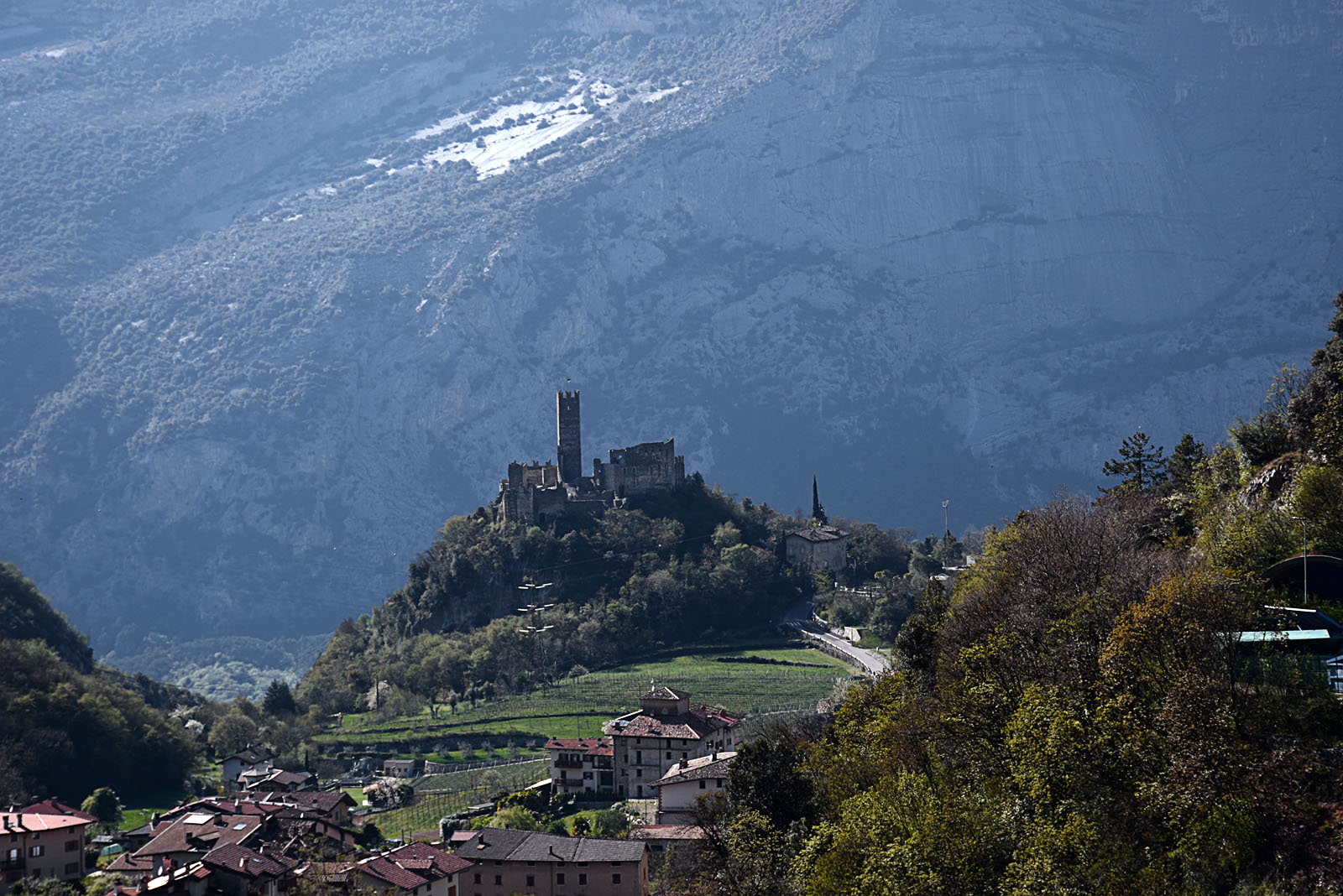
Castello di Drena

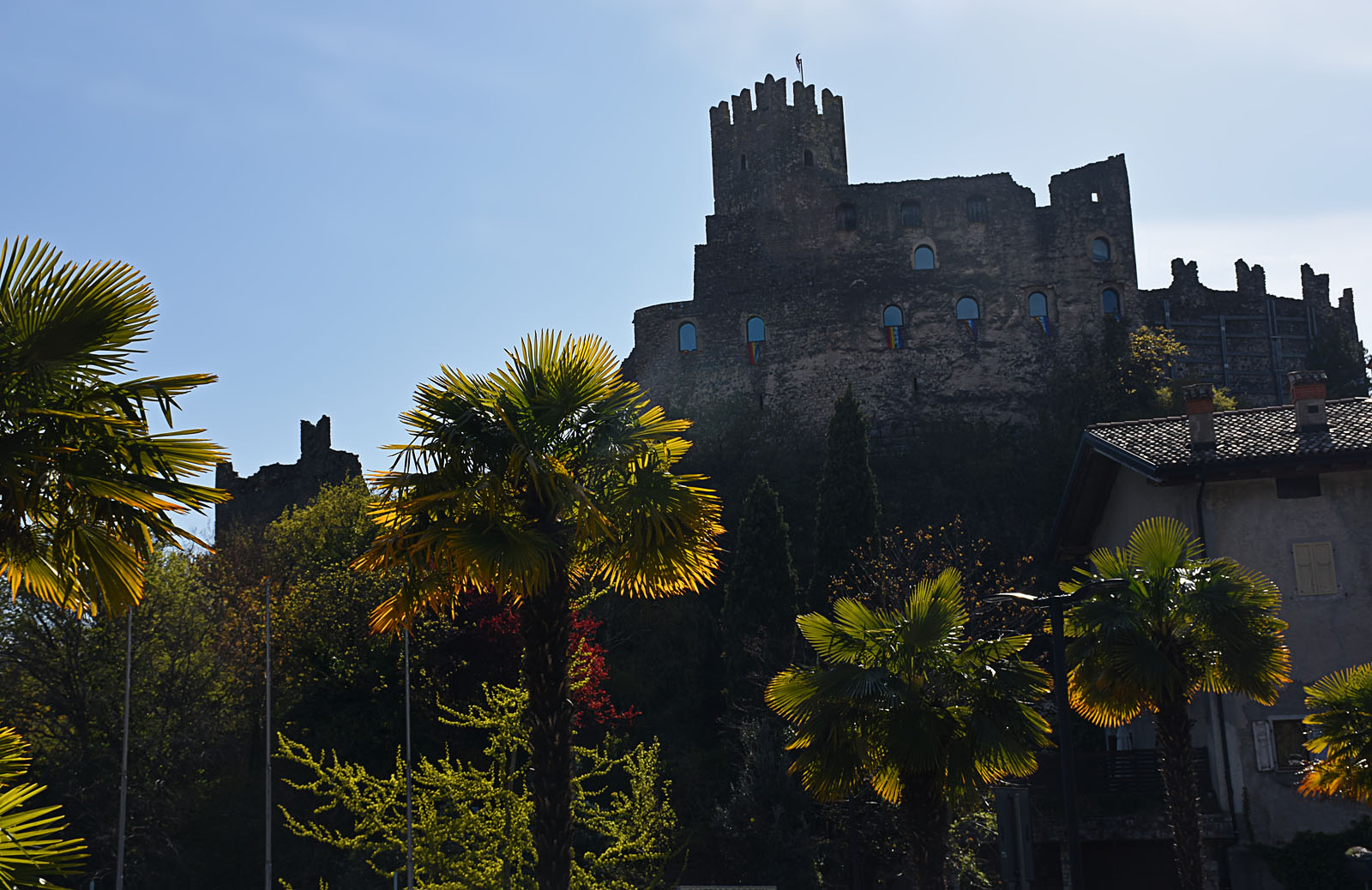
Castello di Drena

Il castello di Drena è un castello medievale che si trova nel comune omonimo in provincia di Trento.

## Storia
Il luogo dove sorge il castello è stato abitato fin da tempi preistorici, come dimostra il ritrovamento dei resti di un castelliere dell'età del Bronzo.
I primi proprietari noti del maniero medievale furono i Sejano. Questi ultimi si scontrarono con i da Arco che volevano il possesso del castello per via della sua posizione strategica sulla strada che collega Trento al lago di Garda. Alla fine i da Arco ebbero la meglio e nel 1174 il maniero divenne di loro proprietà.
Durante l'invasione del Trentino del 1703, nell'ambito della guerra di successione spagnola, il castello fu distrutto, come molti altri della zona, dalle truppe del generale Vendôme.
In anni recenti la provincia di Trento lo ha restaurato parzialmente. senza però una ricostruzione eccessiva delle rovine. Adesso è sede di un museo archeologico ed è possibile visitarlo.È possibile salire in cima alla suggestiva torre e godere di un impressionante panorama della valle sottostante. Sono in via di restauro le scuderie ed altre parti del maniero, mentre sono visitabili le cucine e l'adiacente cisterna che un tempo conservava le riserve d'acqua.
Il 1º giugno 2018 una parte lunga 20 m (quindi circa 200 m² totali) del muro di cinta è crollata. L'incidente non ha causato feriti.

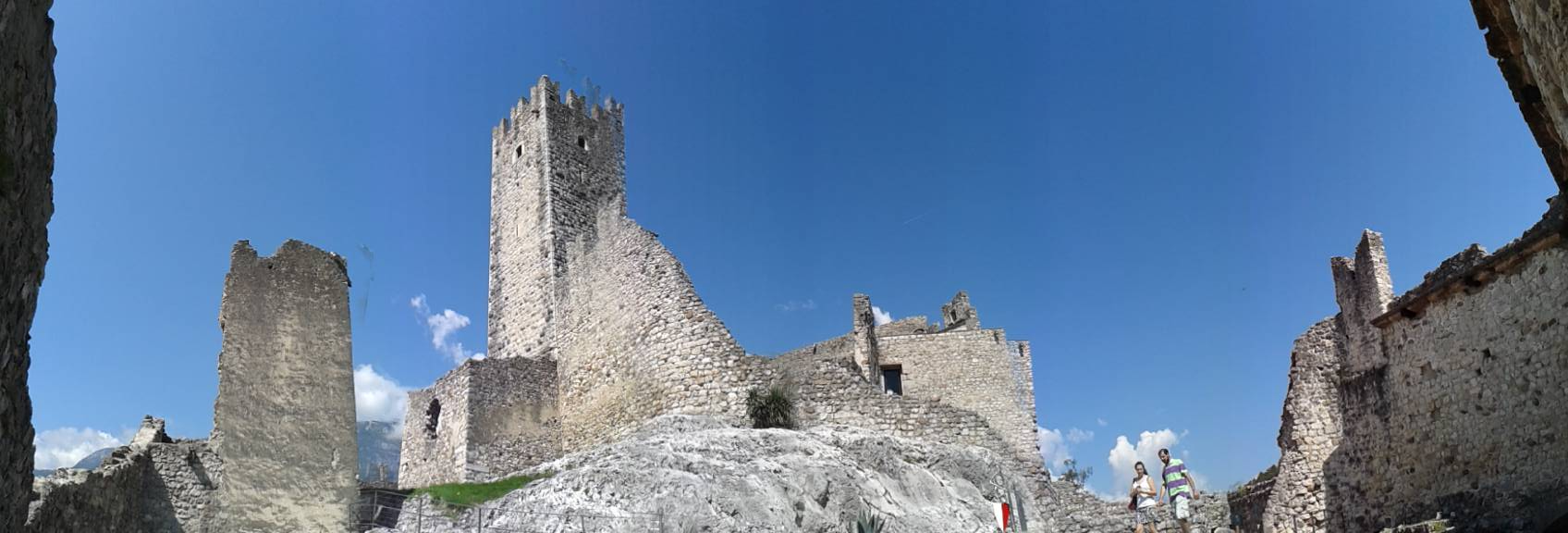
Panorama del castello

## Struttura
Il castello, essenzialmente di stile romanico, è composto da un mastio quadrangolare alto 25 metri circondato da una cinta muraria. All'interno delle mura sono presenti una cappella dedicata a San Martino del IX secolo ed altri edifici residenziali tra cui il palazzo Comitale del XV secolo.